# Völsa þáttr
Vǫlsa þáttr es una historia corta (o þáttr) escrita en nórdico antiguo y pertenece al grupo de sagas legendarias que aparecen en Flateyjarbók. El argumento también se encuentra en la versión Óláfs saga helga de Heimskringla. La obra fue escrita probablemente en el siglo XIV pero la historia se desarrolla en 1029 cuando Escandinavia era todavía en gran parte territorio pagano, donde se hace patente el culto al falo, o vǫlsi en nórdico antiguo, en ambos casos relacionado con el sacrificio de un caballo.
Joseph Harris  cita que el contenido del relato se debe comprender dentro de un contexto donde la narrativa se centra en un conflicto u oposición entre el cristianismo y el paganismo nórdico, escrita en el periodo de la conversión hacia la cristianización de Islandia.